# Gianfranco Nappi
Gianfranco Nappi (San Paolo Belsito, 3 aprile 1959) è un politico italiano.

## Biografia
È eletto deputato per la prima volta nel 1987 con il Partito Comunista Italiano, dopo la svolta della Bolognina aderisce a Rifondazione Comunista.
Nel 1994 viene rieletto deputato per la XII legislatura nel collegio uninominale di Pomigliano d'Arco coi Progressisti, a Montecitorio fa parte del gruppo del PRC. A giugno 1995 abbandona il partito con la scissione del Movimento dei Comunisti Unitari, aderendo al Gruppo misto. Dal 1996 al 1998 dirige il settimanale del MCU, "Aprile".
Viene rieletto deputato nel 1996, per la XIII legislatura, con la coalizione dell'Ulivo nel collegio uninominale di Torre Annunziata. A Montecitorio fa parte del gruppo del PDS (e poi dei neonati Democratici di Sinistra, nei quali anche il MCU si scioglie) ed è membro della commissione Trasporti e Telecomunicazioni e della commissione bicamerale di controllo e vigilanza RAI.
Dal 1998 è stato per due anni responsabile del dipartimento aree urbane e innovazione della direzione nazionale DS. Nel 1999 è stato Presidente dell'Autonomia tematica dei DS sulle questioni dell'innovazione Network. 
Ricandidato alle elezioni politiche del 2001 con l'Ulivo nel collegio uninominale di Torre Annunziata, viene sconfitto dall'esponente del centrodestra.
È poi stato segretario regionale dei DS in Campania e capo della segreteria del Presidente della Giunta Regionale della Campania Antonio Bassolino. Dal 2007 confluisce nel PD. Dal luglio 2009 fino alla primavera del 2010 è assessore regionale campano all'agricoltura.
È autore di diverse pubblicazioni. Ha fondato la rivista bimestrale Infiniti Mondi